# Balkanija
Balkanija je prvi studijski album pjevačice Tee Tairović. Izdao ga je T Music 21. svibnja 2022. godine.

## Popis pjesama
| Br. | Skladba          | Trajanje |
| --- | ---------------- | -------- |
| 1.  | »Balkanija«      | 3:39     |
| 2.  | »Boy Boy«        | 3:54     |
| 3.  | »Neka pati ona«  | 3:38     |
| 4.  | »Dva i dva«      | 3:12     |
| 5.  | »Dubai«          | 3:04     |
| 6.  | »Preživeću«      | 3:32     |
| 7.  | »Malo mi je«     | 3:49     |
| 8.  | »Kučke i demoni« | 3:37     |
| 9.  | »Pijan«          | 3:48     |

## Izdanja
| Regija | Datum             | Format(i) | Izdavač |
| ------ | ----------------- | --------- | ------- |
| Svijet | 21. svibnja 2022. | streaming | T Music |